# Белые каски (фильм)
«Белые каски» (англ. The White Helmets) — британский короткометражный документальный фильм. Фильм рассказывает о ежедневных операциях группы добровольцев-спасателей из «Сирийской гражданской обороны», также известной как «Белые каски». Фильм был снят Орландо фон Айнсиделем и спродюсирован Джоанной Натасегарой. Получил премию «Оскар» в номинации «Лучший документальный короткометражный фильм» на 89-й церемонии вручения наград.

## Синопсис
«Белые каски» повествуют о трёх добровольцах «Сирийской гражданской обороны», работающих в Алеппо и по всей Сирии. Также сюжет о трёх мужчинах, которые являются частью того же подразделения, во время их обучения в Турции.

## В ролях
- Халид Фара
- Мохаммед Фара
- Абу Омар
- Раед Сале

## Производство
Орландо фон Айнсидель сказал, что впервые узнал о «Сирийской гражданской обороне», когда ему и продюсеру Джоанне Натасегаре показали на YouTube кадры того, как младенца выкапывают из-под завалов после бомбардировки. Посмотрев видеоролик, Орландо фон Айнсидель обратился в Mayday Rescue Foundation, который оказывает поддержку «Белым каскам», с просьбой присоединиться к волонтёрам во время их обучения в Турции. Вскоре после этого он предложил волонтеру «Сирийской гражданской обороны» Халеду Хатибу, который неофициально документировал спасательные операции с 2013 года, стать видеооператором фильма.
Фильм доступен на 21 языке и в 190 странах.
«Crashing Down», неизданный трек альбома Plastic Beach группы Gorillaz с участием Сирийского национального оркестра арабской музыки, звучит во время титров.

## Отзывы
«Белые каски» выиграли премию «Оскар» в номинации «Лучший документальный короткометражный фильм» в 2017 году, но оператор фильма Халед Хатиб не смог присутствовать на церемонии награждения из-за отказа во въезде в Соединённые Штаты Америки.
В декабре 2016 года было объявлено, что Джордж Клуни участвует в ранних стадиях разработки полнометражного фильма, основанного на «Белых касках».
«Белые каски» имеют рейтинг одобрения 100 % на сайте-агрегаторе рецензий Rotten Tomatoes на основе 6 рецензий и среднюю оценку 8,50/10.